# Oncidium mexicanum
Oncidium mexicanum är en orkidéart som först beskrevs av Louis Otho Otto Williams, och fick sitt nu gällande namn av Mark W. Chase och Norris Hagan Williams. Oncidium mexicanum ingår i släktet Oncidium och familjen orkidéer. Inga underarter finns listade i Catalogue of Life.